# 30851 Reißfelder
30851 Reißfelder este un asteroid din centura principală, descoperit pe 2 octombrie 1991, de Freimut Börngen și Lutz Schmadel.